# Syndrome 5q-
Le syndrome 5q- est une forme particulière de myélodysplasie.
 Mise en garde médicale
C'est une myélodysplasie de faible risque qui se caractérise par une délétion d'une partie du bras long du chromosome 5 (délétion 5q31 et 5q33) dans les cellules mères de la moelle osseuse. Une anémie profonde, ne répondant pas à des traitements par fer ou par vitamines ("anémie réfractaire"), en est le signe principal, la majorité des patients deviennent dépendants de transfusions de globules rouges. 
Elle ne doit pas être confondue avec la maladie du cri du chat, qui est causée par une délétion du bras court du chromosome 5.

## Présentation
Le syndrome 5q- touche surtout les femmes à partir de 60 ans. Il est souvent révélé par une anémie macrocytaire, pouvant être accompagnée par une thrombocytose importante (jusqu'à 1000 G/l). Les progéniteurs des plaquettes, les mégacaryocytes, sont malformés (dysplasiques). L'aspect au myélogramme du syndrome 5q- décrit des mégacaryocytes géants et monolobés. 

## Physiopathologie
La délétion 5q implique les régions 5q31 et 5q33, avec comme conséquence une haplodéficience RPS14 et activation P53. Il en résultera une apoptose (mort accélérée des progéniteurs des globules rouges (érythropoïèse inefficace),.
Pour qu'il s'agisse bien d'un syndrome 5q- il faut que cette anomalie soit isolée, c'est-à-dire que cette anomalie doit être la seule et le nombre de blastes (cellules immatures) doit être inférieur à 5 %.

## Traitement
L'anémie chronique conduit à recourir à des transfusions itératives. Ces transfusions mènent à une surcharge en fer pouvant résulter en une insuffisance cardiaque. Il y a aussi risque d'évolution vers une leucémie.
Le traitement par lenalidomide (qui induit une dégradation de P53) permet d'abolir les besoins en transfusions de globules rouges chez 67 % des patients, et de réduire les besoins transfusionnels chez 9 % de patients supplémentaires. La médiane de la durée d'indépendance aux transfusions dépasse deux ans.

## Pronostic
La plupart des patients ont une maladie stable avec une dépendance à la transfusion. Comme toutes les myélodysplasies, ce syndrome peut s'acutiser en leucémie aigüe myéloïde